# 加彭縱貫線
加彭縱貫線（法語：Transgabonais）是加彭的一條從奧文多港通往上奥果韦省弗朗斯維爾的准轨鐵路，全長648公里。路线于该国独立后的1974年动工修建，並最終於1986年通车，该铁路也是加彭鐵路的核心路線。

## 歷史
在法国殖民时期，加彭几乎没有铁路:9，法国森林研究联盟與法国国家铁路曾在加彭河南岸拥有一条产业铁路，用于运输当地的林木，并不对外开放。在独立之后不久的1962年，当局在该国莫安达修筑了一条连结刚果共和国铁路支线的货运索道，以促进当地锰矿出口，1973年，该国总统哈吉·奧馬爾·邦戈决定兴建铁路，铁路随即于1974年在奥文多动工修筑:9，1986年初通车至拉斯圖維爾，随即于当年通车至弗朗斯维尔，宣告完工，遂如现状，而此前连结莫安达与刚果的索道也因此停运废弃。

## 現況

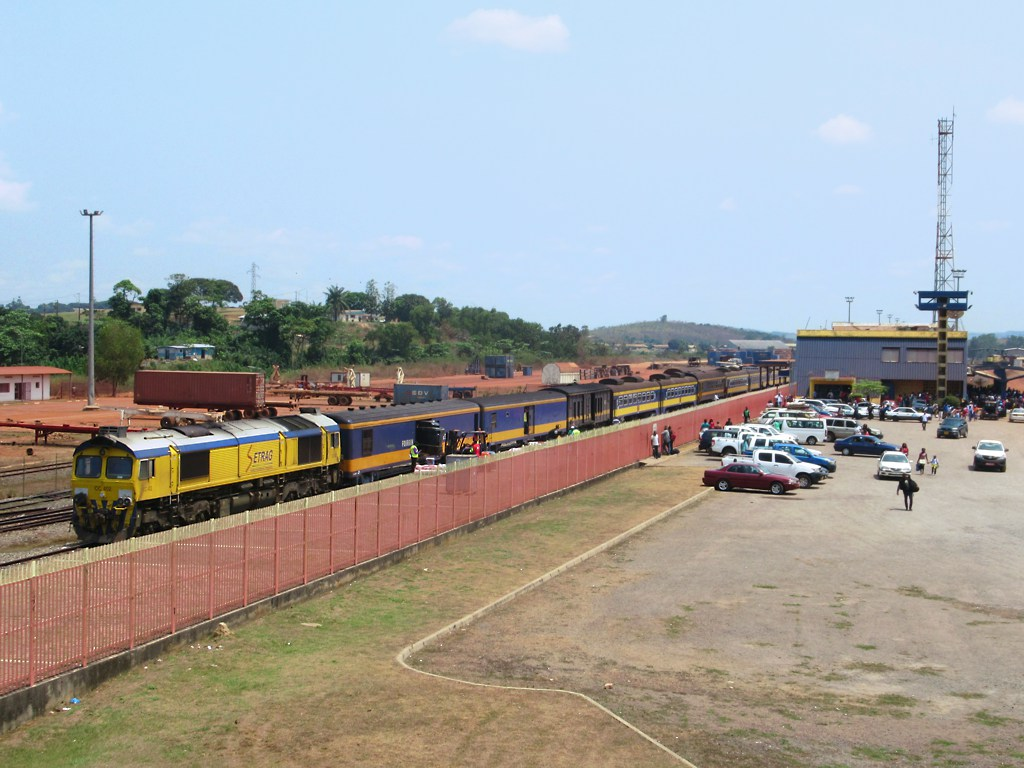
一列从利伯维尔发车的列车停靠在弗朗斯维尔站

加彭縱貫線全长648公里，共设置24座车站。全路线中直线较多，钢轨较长，总体为西北东南走向，西起该国首都利伯维尔的外港奥文多港，在经过恩乔莱後大致与加蓬最长河流奥果韦河相平行，随即沿河向东延伸到加蓬中部的博韦，随即向东南延伸至弗朗斯维尔:232，主要承担该国锰、铀矿及原木等物资的外输业务，也承担客运业务。全线由加蓬纵贯线运营公司（Société d'Exploitation du Transgabonais）负责管理运营，2005年8月11日，该公司取得了30年的特许经营权，每周运营四天，期间运营17趟货运列车和客运服务。2022年，该公司运营了1,090万吨货物及248,000人次的乘客。但該鐵路也面临着基礎設施年久失修、列車速度慢且不準時、经常发生交通事故等問題的挑战，对此，加蓬政府已经决定與纵贯线运营公司共同出资3,590亿非洲法郎用于改善该铁路的运输品质。
该铁路现阶段並未與任何邻国的铁路相连结，当局已有計劃将路线延伸至剛果首都布拉柴維爾及本国国境东北的贝林加铁矿等地。